# Oleg Alexandrowitsch Iwanow
Oleg Alexandrowitsch Iwanow (russisch Олег Александрович Иванов; * 4. August 1986 in Moskau, UdSSR) ist ein russischer Fußballspieler. Der offensive Mittelfeldspieler steht seit der Saison 2022/23 beim russischen Erstligisten Rubin Kazan unter Vertrag.

## Vereinskarriere
Iwanow wurde kurz nach seinem achten Geburtstag von der Fußballschule von Lok Moskau aufgenommen, wechselte aber nach zwei Jahren zur Schule des Stadtrivalen Spartak. Nach der Schulzeit wurde er 16-jährig von Spartak Moskau unter Vertrag genommen, Iwanow kam im ersten Jahr regelmäßig in der zweiten Mannschaft der Moskauer zum Einsatz und feierte 2004 dann noch minderjährig sein Debüt im Profifußball, als er am 24. Februar in der Schlussminute des UEFA-Cups Spiels gegen RCD Mallorca eingewechselt wurde, kurze Zeit später folgte auch sein erstes Spiel in der Premjer-Liga, doch kam er 2004 insgesamt lediglich dreimal im Europapokal und zweimal in der russischen Liga zum Einsatz, bevor er, um Erfahrung zu sammeln, zum damaligen zweitklassigen Moskauer Vorstadtclub FK Chimki wechselte, wo er sich schnell als Stammspieler etablieren konnte. 
Nach einer Saison wechselte er zum Ligakonkurrenten FK Kuban Krasnodar, wo er sich zu einem der besten Spieler der Liga entwickelte und großen Anteil am Aufstieg zum Ende der Saison hatte. Bei einer Abstimmung unter den Spielern über den besten Spieler der Saison 2006 der zweiten russischen Liga erhielt Iwanow die zweitmeisten Stimmen. Nach einem Jahr als Stammspieler Kubans in der Premjer-Liga wechselte er zur Saison 2008 nach Samara zu Krylja Sowetow.

## Nationalmannschaft
Als Jugendlicher spielte Iwanow 2005 viermal für die Jugendauswahl Russlands, dennoch war es sehr überraschend als er, ohne vorher auch nur im Aufgebot gestanden zu haben, in den vorläufigen Kader Russlands für die Euro 2008 berufen wurde. Für den endgültigen Kader wurde er dann ursprünglich nicht mehr berücksichtigt, nach einer Verletzung Pawel Pogrebnjaks jedoch für diesen nachnominiert.
Bei der Fußball-Europameisterschaft 2016 in Frankreich wurde er in das russische Aufgebot aufgenommen. Er war einer von 6 Spielern, die ohne Turniereinsatz blieben.